# Nadzeja Kutjar
Nadzeja Kutjar (hviderussisk: Надзея Анатольеўна Кучар tr. Nadzeja Anatoljewna Kutjar ; russisk: Надежда Анатольевна Кучер tr. Nadesjda Anattiljevna Kutjer) (født 18. maj 1983 i Minsk, Hviderussiske SSR, Sovjetunionen) er en hviderussisk sanger (sopran).
Hun vandt 2015-udgaven af BBC Cardiff Singer of the World.